# Luknė (přítok Šventoji)
Luknė (lotyšsky Lukne) je řeka na západě Litvy, v Žemaitsku, v Klajpedském kraji, pramení v okrese Skuodas na jihozápadním okraji okresního města Skuodas. Kromě prvního kilometru toku celá tvoří státní hranici mezi Litvou a Lotyšskem. Teče směrem západojihozápadním. Mezi obcemi Lankuti a Lenkimai se vlévá do řeky Šventoji jako její pravý přítok.

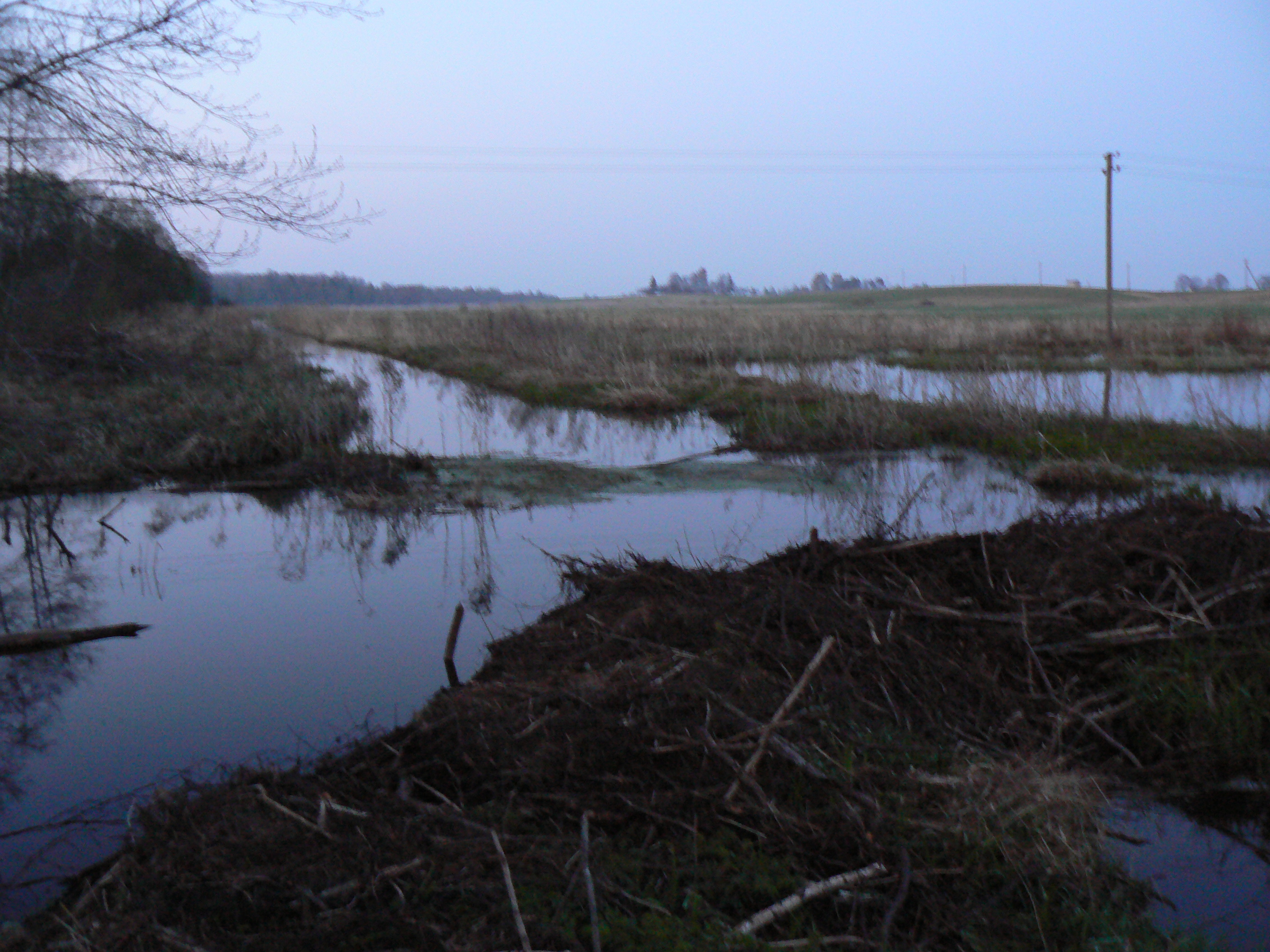
Bobří hráz na řece Luknė u vsi Luknės (foto z mostku na LT/LV hranici)

## Přítoky
- pravé: Ģeišupe (Lotyšsko)

## Obce při řece
- Luknės, Didžioji Paluknė, Sriauptai (Litva),
- Lankuti (Lotyšsko)